# Asuka Fujimori
Asuka Fujimori (アスカ・フジモリ o あすか ・ふじもり?  Tokio, 1978) es una escritora japonesa en francés.
En sus obras, elabora un mundo desfasado donde se enfrentan ironía, crueldad y humor. 

## Obras
- Nekotopia, Paris, Flammarion, 2004 ISBN 2080684159
- Mikrokosmos, Paris, Flammarion, 2005 ISBN 2080686798